# Тегнелл, Андерс
Нильс Андерс Тегнелл (иногда Тегнел или Тегнель; швед. Nils Anders Tegnell; род. 17 апреля 1956, Уппсала) — шведский врач и государственный служащий; главный государственный эпидемиолог Швеции (2013); работал в Шведском институте инфекционных заболеваний (2004—2005) и в Шведском национальном совете по здравоохранению и социальному обеспечению (Socialstyrelsen, 2005—2012); сыграл ключевую роль в формировании реакции шведских властей на пандемию свиного гриппа (2009) и эпидемию коронавируса (2019—2020).

## Работы
- The epidemiology and consequences of wound infections caused by coagulase negative staphylococci after thoracic surgery. Linköping: Linköping University (2002). ISBN 91-7373-186-2.
- L. Brouwers, B. Cakici, M. Camitz, A. Tegnell, M. Boman. Economic consequences to society of pandemic H1N1 influenza 2009 – preliminary results for Sweden (англ.) // Eurosurveillance. — 2009. — 17 September (vol. 14, iss. 37). — ISSN 1560-7917. — doi:10.2807/ese.14.37.19333-en.

## Награды
- Медаль Его Величества Короля на шейной ленте синего цвета, 2025[6].
- Член Королевской шведской академии военных наук (швед. Kungliga Krigsvetenskapsakademien), 2005.